# 菊池歩 (芸術家)
菊池 歩（Ayumi Kikuchi、きくち あゆみ、1970年 - ）は、日本の環境芸術家。環境芸術の代表作は「こころの花」（Kokoro no Hana～precious moments)。

## 来歴
1970年東京都出身。1997年慶應義塾大学文学部卒業。
元北海道知事の町村金吾より「北海道を創る手伝い」の声を受け、父親が東京より渡道し、旧北海道庁知事室へ。その後誕生となったことから、本人曰く「赤レンガ」生まれ。本籍地・出身地は東京都。雪印創設者である佐藤貢、文学者和田謹吾をはじめ、時代のパイオニアたちの中で育つ。父親は北海道私学中興の祖といわれる人物である。
2002年「TONBURI」でデビュー。初めて参加した最上川環境芸術祭にて、銀色の麦わら帽子を用いた作品「I was born.」が、当時審査員のひとりだった堤野仁史の目にとまる。翌年（2003）文化庁・山形県主催の環境芸術の祭典にて、最上川は地蔵巻近くに偶然できた地形（砂地）にビーズの花を咲かせた「Universe」が評価され、準大賞受賞（国民文化祭実行委員会会長賞）となる。この時の会長は平山郁夫であり、審査委員長は中原佑介であった。この作品が誕生した砂地は不思議なことに、会期終了後に水流とともに消えたことから「天賦の才媛に思わず神も微笑んだ」という言葉が審査員より贈られている。その翌年（2004）には、2006年開催となる第3回大地の芸術祭 越後妻有アートトリエンナーレ参加が決まり、2006年「こころの花～あの頃へ」開花、代表作の誕生となる。圧倒的な世界観は、センセーショナルを巻き起こした。彼女を見出した堤野は前年（2005）、この「こころの花」を見ることなく、若くしてこの世を逝った。2009年に個人で発表した「こころの花」を最後に表舞台から消える。「こころの花」そのものは、直接もう見ることはできない作品であり、菊池歩自身も消えてこそ作品としているものだが、この作品の再びを願う声がある。消えてもなお愛される稀有な存在である。

## もうひとつの来歴
1997年大学卒業後、環境庁「自然大好きクラブ」事務局となる。原文兵衛によるところの抜擢とされる。これは環境庁から環境省になるための国民へ向けての啓蒙的事業のひとつであった。その後、環境ジャーナリスト秘書兼役員秘書となり、事業企画、広報デザインや出版等、マルチに取り組む。その傍らで発露の化身である作品「TONBURI」が誕生、作家としての人生を選択。2002年3月31日に退職。2002年4月1日デビュー、今日に至る。

## 主な発表
- 2002年「TONBURI」「I was born.」
- 2003年「Universe」「見えないもの」
- 2004年「Like A SWIMMY!」
- 2005年「叡智～生命のうつわ」
- 2006年「こころの花～あの頃へ」
- 2007年「希望の螢」
- 2008年「かごの鳥にはなれなくって」
- 2009年「こころの花」「Element」
- 2012年「Green Gaudi」
- 2015年「鎌倉平和宣言」「letter～天国へのオマージュ」「名もなき質」

## 主な受賞他
- 2002年　第7回エイズチャリティ美術展特別賞
- 2002年　弓ヶ浜ビーチバレー大会ベストドレッサー賞（衣裳）
- 2003年　第18回国民文化祭環境芸術の祭典準大賞・国民文化祭実行委員会会長賞
- 2004年　第8回エイズチャリティ美術展優秀作品賞
- 2005年　第9回エイズチャリティ美術展特別賞
- 2006年　第10回エイズチャリティ美術展優秀作品賞
- 2003～2006年 財団法人エイズ予防財団、日本エイズストップ基金より感謝状授与
- 2010年　秋田県立盲学校、秋田県立聾学校、秋田県立きらり支援学校より感謝状授与
- 2013年　第40回鎌倉彫創作展審査員
- 2013～　kitokito環境芸術祭審査員
- 2015～　青い森マンション・ウッド・リノベーション協議会
- 2016～　鎌倉こども学園 （美術専任）
- 2021年　初個展『愛になりたい』 文化庁 Arts for the Future! 採択

## 主な寄稿他
- 「ケハレをもって日本文化となす」（雑誌MOKU）
- 「とどのつまり、妻有な理由（わけ）」（十日町新聞）
- 「縁ある器」（津南新聞）
- 「BARのスヽメ」（さっぽろスイーツ）
- 「第40回鎌倉彫創作展」（伝統鎌倉彫事業協同組合報）
- 「感じること～夢の雫」（地球のこども）
- 「自然大好き宣言」（編集協力/小学館）
- 「日本型環境教育の提案（改訂版）」（編集協力/小学館）
- 「気づくことからはじめよう～未来の自然と子どもたちのために」（企画/地球のこども）
- 「自然との共生・記念シンポジウム」（企画/北陸特集）
- 「環境の日 野口健エベレスト登山清掃報告」（企画/読売新聞）

## 主な掲載他
【2002年】
- 読売新聞（2002年4月1日）
- ヤン坊マー坊天気予報（2002年9月）

【2004年】
- 特集まるごと人間論・一つのいのちでは終わらない（MOKU2004年2月号）
- 特集瑞穂巡礼・「ケハレ」をもって日本文化となす（執筆）（MOKU2004年6月号）

【2005年】
- 特集新潟県中越地震にみる地域社会と美術と人々・震災と美術の関わり（月刊ギャラリー2005年11月号）

【2006年】
- アートトリエンナーレ2006年内容紹介（市報十日町だんだん2006年4月25日）
- 大地の芸術祭深発見・十日町地域中平「こころの花～あの頃へ」（市報十日町だんだん2006年6月10日）
- 旬の風06・菊池歩「こころの花～あの頃へ」（新潟県十日町地域振興局2006年6月18日）
- わくわく芸術祭２・オリジナルグッズで芸術祭参加「グッズ「焼き菓子クッキー実り村」。（市報十日町だんだん2006年6月25日）
- 木漏れ日浴び 出迎え・十日町住民協力の作品完成「こころの花」（新潟日報2006年7月1日）
- 菊池歩さん「中平集落の敬老会を励ます会」参加の様子（新潟県十日町地域振興局2006年7月2日）
- にいがたふるさとレポート・十日町ブナ林にきらめくビーズの花（新潟県2006年7月3日）
- 咲きました こころの花（市報十日町だんだん2006年7月10日）
- 「葉のっこ」と「デザイン菊池歩さん」（津南新聞2006年7月14日）
- 大地の芸術祭特別号・広告特集（新潟日報2006年7月23日）
- アート探訪・地震乗り越え大地と結ぶ・作家住民が協働（日本経済新聞2006年7月29日）
- 旅する子供・見て、触って、聞いて、里山アートを感じる旅（クーヨン2006年8月号）
- 「こころの花」（信江2006年8月号）
- 新日曜美術館（ＮＨＫ教育テレビ2006年8月）
- 新潟ニュース・大地の芸術祭・こころの花～あの頃へ（毎日新聞2006年8月21日・Yahoo!JAPAN NEWS）
- ＰＩＣＫ ＵＰ（ぴあ2006年8月24日号）
- 十日町市立吉田保育園の園児が「こころの花」にピクニックにやってきた!!（新潟県十日町地域振興局2006年8月28日）
- アート探訪6（「こころの花」写真など掲載）（津南新聞2006年9月1日号）
- EXHIBITION・越後妻有に咲いたビーズの花、3万本!（龍生2006年9月号）
- ブナ林に咲く「こころの花」（地域創造2006年Autumn）
- Sortir Art・風を感じながら、緑の中で出合うアート（FIGARO japon 2006年8月号）
- 作家さんへ。あなたの作品について教えてください。（CARREL2006年8月号）
- 越後妻有アートトリエンナーレ30選（美術手帳2006年9月号）
- 第3回大地の芸術祭「地域が支える50日間」写真展で語る活動報告（新潟県十日町地域振興局2006年9月5日）
- 首都圏有志が後押し・継続への期待（「こころの花」写真掲載 新潟日報2006年9月15日号）
- Staba.net（STARBUCKS COFFEE 2006年9月17日）
- 集落優しく包んだ「こころの花」（新潟日報2006年10月1日）
- 大地の芸術祭継続65％が望む（十日町タイムス2006年10月18日号）
- 「こころの花～あの頃へ」（Esquire 2006年11月号）
- 十日町でなければ生まれない・こころの花の菊池さん新たな制作（十日町タイムス2006年11月28日号）
- 粘土こねこねアートに彩り・松之山の園児作家とツリーづくり（新潟日報2006年12月7日）
- 妻有の人達の思いを東京へ・菊池歩さんが松之山でクリスマスツリー制作（週報とおかまち2006年12月8日）
- ここしかない・作家菊池歩さん松之山園児とアート制作(津南新聞2006年12月8日)
- 松之山でクリスマスツリーを制作・大地の芸術祭「こころの花」菊池さん（十日町新聞2006年12月10日）
- 納得工房すまい塾誌上公開講座第156回「アートのある暮らし」（「こころの花」写真掲載 積水ハウス株式会社総合住宅研究所2006年12月15日）
- できたよツリー!（表紙 市報十日町だんだん2006年12月25日）

【2007年】
- 「とどのつまり、妻有な理由（わけ）」（寄稿）（十日町タイムス2007年1月1日新年増大号）
- 第52回ベネチアビエンナーレ国際美術展・第7回ベネッセ賞パンフレット（写真掲載 Benesse2007年）

【2008年】
- うおぬま散歩道（NOSAIうおぬま2008年1月新年号）
- こころの花ファンクラブ（十日町タイムス2008年2月28日）
- ファンクラブ結成・菊池歩さん応援（津南新聞2008年2月29日）
- 菊池歩さんが個展（十日町新聞2008年2月29日）
- 菊池歩さんの小展（週報とおかまち2008年2月29日）
- 私にとって生命の歩みそのもの（週報とおかまち2008年3月7日）
- 菊池歩小展「かごの鳥にはなれなくって」（魚沼よみうり2008年3月13日）
- 「こころの花」菊池歩さんが小展・ファンクラブ、全国に広がり(十日町新聞2008年3月15日)
- 菊池さんの小展にぎわう・ファンクラブ賛同者300人越える（十日町タイムス2008年3月18日）
- 色、形、思いのまま（新潟日報2008年3月18日）
- 妻有を表現したい（津南新聞2008年4月1日）
- 十日町・津南地域を主体に開催・第4回大地の芸術祭（「こころの花」写真掲載 週報とおかまち2008年6月6日）
- 集落の抜け道に出会いの花畑・菊池さん中手で広場作り（週報とおかまち2008年6月13日）
- 十日町市に移住、地域に溶け込み活動する女性芸術家の素顔に密着（テレビ新潟TeNY2008年6月13日）
- 国体開催地として決起を・きのこ祭りで吉田地区が気合（週報とおかまち2008年11月21日）
- 作品「こころの花」が大林組カレンダーに・菊池歩さんのビーズアートが起用（週報とおかまち2008年11月28日
- こころの花が大林組カレンダーに（十日町タイムス2008年12月8日）

【2009年】
- 「縁ある器」（寄稿）（津南新聞新春号2009年1月1日）
- ブナ林「こころの花」再び・菊池さん7月1日から公開予定（十日町タイムス2009年3月18日）
- 「前回より盛り上がってます」～中平集落のお年寄りらが大きな励みに（十日町タイムス2009年3月18日）
- 縁に感謝こめ菊池歩さん25日から「なじょもん」（津南新聞2009年4月10日）
- Element・菊池歩の世界（十日町新聞2009年4月10日）
- CM「Element」（エフエムとおかまち4月23日から）
- 月刊にいがたタウン情報誌　5月号
- 創作の秘訣を紹介～ビーズ展でトーク（新潟日報2009年5月8日）
- ビーズ菊池歩の作品展に人気～津南なじょもんで初期作品も展示（週報とおかまち2009年5月8日）
- デビュー作からの歩み31点「菊池歩の世界」開催中（十日町タイムス2009年5月18日）
- 今夏「本当のこころの花」を～菊池さんがギャラリートーク（十日町新聞2009年5月25日）
- 「こころの花」再び～今日から、中平のブナ林で（十日町新聞2009年7月5日）
- 「こころの花」再び・アーティスト菊池歩さん・5万本は日々変化（津南新聞2009年7月10日）
- 菊池歩さんの「こころの花・あの頃へ」市内中平のブナ林に開花、9月末まで（十日町新聞2009年7月10日）
- こころの花をもう一度・中平で盛大な前夜祭（十日町新聞2009年7月10日）
- 真実一路（十日町新聞2009年7月10日）
- 大地の芸術祭「こころの花」（日本経済新聞・折込案内2009年7月16日）
- 真夏のカフェに作品・菊池歩さんがキナーレで（十日町新聞2009年7月30日）
- 見るたびに心が癒される・逆境の中に咲いた5万本のこころの花（十日町新聞2009年8月15日）

【2011年】
- 「あきた総合支援エリアかがやきの丘」竣工記念式典記録集（秋田県教育庁）
- 「LET'S GO!あいち」（2011年1月）
- 日曜美術館（Art for LIFEイベント）（2011年4月10日）
- 山里のアート巡り（愛知県2011年）
- GENPEI YASHIMA COMTEMPOLARY ART EXHIBITION（読売新聞、毎日新聞、朝日新聞、産経新聞、四国新聞、山陽新聞、NHK四国、山陽テレビ、タウン香川、ナイスタウンかがわ、こまち香川、西日本放送ラジオ2011年7月）

【2012年】
- Next Creator File: 菊池 歩─マックが創り出す新世代アート（MacPeople12月号）

【2015年】
- 「こころの花」が咲きます!（広報かまくら2015年8月1日号）
- アートで発信 平和宣言（読売新聞2015年8月6日）
- 平和の木と碑にアート 鎌倉市庁舎前庭戦後70年記念（毎日新聞2015年8月7日）
- 平和を願うビーズの花4000本（朝日新聞2015年8月7日）
- ビーズの花に願い込め～鎌倉市役所の石碑4千本で彩る（神奈川新聞2015年8月7日）
- 最上川河川敷に環境アート（山形新聞 2015年9月5日）
- 怖がらないで、人より少し毛深いだけさ キトキト環境芸術祭、大賞にくまのさん（山形新聞2015年9月22日）
- 戦後70年平和をつなぐ（広報かまくら 2015年10月15日号）

【2016年】
- 素敵な生き方（鎌倉市「Passport」2016年）

【2021年】
- ６万本の花の作品がぶな林に咲くプロジェクトで無数の人々を越後の里山に集め感動を巻き起こした菊池歩の初個展、東京・日本橋で開催（時事ドットコムニュース2021年12月）